# Ebbe Sand
Ebbe Sand (Hadsund, 19 luglio 1972) è un ex calciatore danese, di ruolo attaccante.

## Carriera

### Club
Sand iniziò a giocare nella squadra della sua città natale, l'Hadsund insieme al gemello Peter. Dopo il trasferimento a Copenaghen i due fratelli decisero di tentare la fortuna nel Brøndby. Dopo tre anni in cui giocò solo poche partite nel ruolo di centrocampista offensivo, nel 1995 ebbe l'opportunità di essere regolarmente tra i titolari. Con 12 gol in 30 partite condusse il Brøndby alla vittoria del campionato, vincendo il titolo nazionale anche nei due anni successivi e nel 1998, oltre a realizzare il double conquistando anche la Coppa di Danimarca, Sand si aggiudicò la Scarpa d'oro danese, grazie a 28 gol in 33 partite, e il titolo di Calciatore danese dell'anno.
Dopo il Mondiale francese disputò un'altra stagione con il Brøndby e realizzò 19 reti. Nell'estate successiva passò ai tedeschi dello Schalke 04 per 10 milioni di marchi, che per l'epoca fu la più alta cifra incassata da una squadra danese per un trasferimento.
Nella prima stagione in Germania realizzò 14 reti concludendo la Bundesliga al 13º posto. La stagione 2000-2001 si rivelò migliore con il secondo posto in classifica (e conseguente qualificazione alla Champions League 2001-2002) e la vittoria della Coppa di Germania. A livello personale Sand segnò 22 gol, risultando capocannoniere della Bundesliga a pari merito con Sergej Barbarez, e vinse per la seconda volta il titolo di Calciatore danese dell'anno.
Nel luglio del 2005 annunciò che la stagione che stava per iniziare sarebbe stata l'ultima per lui prima di tornare in Danimarca a lavorare per il Silkeborg. Durante la sua ultima stagione con lo Schalke 04 fu scelto come capitano anche se le prestazioni di Kevin Kurányi e del connazionale Søren Larsen lo relegarono al ruolo di sostituto. La sua ultima partita risale al 13 maggio 2006 contro lo Stoccarda nella quale segnò un gol nel 3-2 finale.

### Nazionale
Sand fu convocato nella Nazionale danese per la prima volta il 22 aprile 1998 per la partita contro la Norvegia.
Fece parte della Nazionale che disputò i Mondiali 1998, dove giocò tutte e cinque le partite della propria selezione. In quell'edizione dei Mondiali segnò il suo primo gol con la Danimarca nella partita contro la Nigeria. Realizzò la rete dopo essere entrato in campo da 16 secondi per sostituire un compagno: è stata la rete più veloce per un sostituto in una partita di Coppa del Mondo.
Ha inoltre disputato i Mondiali 2002 (3 presenze), gli Europei 2000 (2 presenze) e Europei 2004 (3 presenze), ritirandosi dalla Nazionale dopo questi ultimi.

## Dopo il ritiro
Al termine della sua carriera come calciatore, Sand è rimasto nel mondo del calcio. Dal 2008 al 2014 è stato allenatore del reparto offensivo della Danimarca. Dal 2015 è consulente sportivo per lo Schalke 04.

## Statistiche

### Cronologia presenze e reti in nazionale
| Cronologia completa delle presenze e delle reti in nazionale ― Danimarca | Cronologia completa delle presenze e delle reti in nazionale ― Danimarca | Cronologia completa delle presenze e delle reti in nazionale ― Danimarca | Cronologia completa delle presenze e delle reti in nazionale ― Danimarca | Cronologia completa delle presenze e delle reti in nazionale ― Danimarca | Cronologia completa delle presenze e delle reti in nazionale ― Danimarca | Cronologia completa delle presenze e delle reti in nazionale ― Danimarca | Cronologia completa delle presenze e delle reti in nazionale ― Danimarca |
| Data                                                                     | Città                                                                    | In casa                                                                  | Risultato                                                                | Ospiti                                                                   | Competizione                                                             | Reti                                                                     | Note                                                                     |
| ------------------------------------------------------------------------ | ------------------------------------------------------------------------ | ------------------------------------------------------------------------ | ------------------------------------------------------------------------ | ------------------------------------------------------------------------ | ------------------------------------------------------------------------ | ------------------------------------------------------------------------ | ------------------------------------------------------------------------ |
| 22-4-1998                                                                | Copenaghen                                                               | Danimarca                                                                | 0 – 2                                                                    | Norvegia                                                                 | Amichevole                                                               | -                                                                        |                                                                          |
| 5-6-1998                                                                 | Copenaghen                                                               | Danimarca                                                                | 1 – 2                                                                    | Camerun                                                                  | Amichevole                                                               | -                                                                        |                                                                          |
| 12-6-1998                                                                | Lens                                                                     | Arabia Saudita                                                           | 0 – 1                                                                    | Danimarca                                                                | Mondiali 1998 - 1º turno                                                 | -                                                                        |                                                                          |
| 18-6-1998                                                                | Tolosa                                                                   | Danimarca                                                                | 1 – 1                                                                    | Sudafrica                                                                | Mondiali 1998 - 1º turno                                                 | -                                                                        | 58’                                                                      |
| 24-6-1998                                                                | Lione                                                                    | Francia                                                                  | 2 – 1                                                                    | Danimarca                                                                | Mondiali 1998 - 1º turno                                                 | -                                                                        | 55’                                                                      |
| 28-6-1998                                                                | Saint-Denis                                                              | Danimarca                                                                | 4 – 1                                                                    | Nigeria                                                                  | Mondiali 1998 - Ottavi di finale                                         | 1                                                                        | 59’                                                                      |
| 3-7-1998                                                                 | Nantes                                                                   | Brasile                                                                  | 3 – 2                                                                    | Danimarca                                                                | Mondiali 1998 - Quarti di finale                                         | -                                                                        | 67’                                                                      |
| 19-8-1998                                                                | Praga                                                                    | Rep. Ceca                                                                | 1 – 0                                                                    | Danimarca                                                                | Amichevole                                                               | -                                                                        | 58’                                                                      |
| 10-10-1998                                                               | Copenaghen                                                               | Danimarca                                                                | 1 – 2                                                                    | Galles                                                                   | Qual. Euro 2000                                                          | -                                                                        | 66’                                                                      |
| 14-10-1998                                                               | Zurigo                                                                   | Svizzera                                                                 | 1 – 1                                                                    | Danimarca                                                                | Qual. Euro 2000                                                          | -                                                                        | 61’                                                                      |
| 10-2-1999                                                                | Spalato                                                                  | Croazia                                                                  | 0 – 1                                                                    | Danimarca                                                                | Amichevole                                                               | 1                                                                        |                                                                          |
| 27-3-1999                                                                | Copenaghen                                                               | Danimarca                                                                | 1 – 2                                                                    | Italia                                                                   | Qual. Euro 2000                                                          | 1                                                                        |                                                                          |
| 28-4-1999                                                                | Copenaghen                                                               | Danimarca                                                                | 1 – 1                                                                    | Sudafrica                                                                | Amichevole                                                               | 1                                                                        |                                                                          |
| 5-6-1999                                                                 | Copenaghen                                                               | Danimarca                                                                | 1 – 0                                                                    | Bielorussia                                                              | Qual. Euro 2000                                                          | -                                                                        | 78’                                                                      |
| 9-6-1999                                                                 | Liverpool                                                                | Galles                                                                   | 0 – 2                                                                    | Danimarca                                                                | Qual. Euro 2000                                                          | -                                                                        |                                                                          |
| 18-8-1999                                                                | Copenaghen                                                               | Danimarca                                                                | 0 – 0                                                                    | Paesi Bassi                                                              | Amichevole                                                               | -                                                                        |                                                                          |
| 4-9-1999                                                                 | Odense                                                                   | Danimarca                                                                | 2 – 1                                                                    | Svizzera                                                                 | Qual. Euro 2000                                                          | -                                                                        |                                                                          |
| 8-9-1999                                                                 | Napoli                                                                   | Italia                                                                   | 2 – 3                                                                    | Danimarca                                                                | Qual. Euro 2000                                                          | -                                                                        |                                                                          |
| 10-10-1999                                                               | Copenaghen                                                               | Danimarca                                                                | 0 – 0                                                                    | Iran                                                                     | Amichevole                                                               | -                                                                        | 73’                                                                      |
| 13-11-1999                                                               | Ramat Gan                                                                | Israele                                                                  | 0 – 5                                                                    | Danimarca                                                                | Qual. Euro 2000                                                          | -                                                                        |                                                                          |
| 17-11-1999                                                               | Copenaghen                                                               | Danimarca                                                                | 3 – 0                                                                    | Israele                                                                  | Qual. Euro 2000                                                          | 1                                                                        |                                                                          |
| 29-3-2000                                                                | Leiria                                                                   | Portogallo                                                               | 2 – 1                                                                    | Danimarca                                                                | Amichevole                                                               | -                                                                        |                                                                          |
| 26-4-2000                                                                | Copenaghen                                                               | Danimarca                                                                | 0 – 1                                                                    | Svezia                                                                   | Amichevole                                                               | -                                                                        | 46’                                                                      |
| 3-6-2000                                                                 | Odense                                                                   | Danimarca                                                                | 2 – 2                                                                    | Belgio                                                                   | Amichevole                                                               | -                                                                        | 46’                                                                      |
| 11-6-2000                                                                | Bruges                                                                   | Francia                                                                  | 3 – 0                                                                    | Danimarca                                                                | Euro 2000 - 1º turno                                                     | -                                                                        |                                                                          |
| 16-6-2000                                                                | Rotterdam                                                                | Paesi Bassi                                                              | 3 – 0                                                                    | Danimarca                                                                | Euro 2000 - 1º turno                                                     | -                                                                        |                                                                          |
| 16-8-2000                                                                | Tórshavn                                                                 | Fær Øer                                                                  | 0 – 2                                                                    | Danimarca                                                                | Amichevole                                                               | 1                                                                        | 69’                                                                      |
| 2-9-2000                                                                 | Reykjavík                                                                | Islanda                                                                  | 1 – 2                                                                    | Danimarca                                                                | Qual. Mondiali 2002                                                      | -                                                                        |                                                                          |
| 7-10-2000                                                                | Belfast                                                                  | Irlanda del Nord                                                         | 1 – 1                                                                    | Danimarca                                                                | Qual. Mondiali 2002                                                      | -                                                                        | 83’                                                                      |
| 11-10-2000                                                               | Copenaghen                                                               | Danimarca                                                                | 1 – 1                                                                    | Bulgaria                                                                 | Qual. Mondiali 2002                                                      | 1                                                                        |                                                                          |
| 15-11-2000                                                               | Copenaghen                                                               | Danimarca                                                                | 2 – 1                                                                    | Germania                                                                 | Amichevole                                                               | -                                                                        | 46’                                                                      |
| 24-3-2001                                                                | Ta' Qali                                                                 | Malta                                                                    | 0 – 5                                                                    | Danimarca                                                                | Qual. Mondiali 2002                                                      | 3                                                                        |                                                                          |
| 28-3-2001                                                                | Praga                                                                    | Rep. Ceca                                                                | 0 – 0                                                                    | Danimarca                                                                | Qual. Mondiali 2002                                                      | -                                                                        |                                                                          |
| 25-4-2001                                                                | Copenaghen                                                               | Danimarca                                                                | 3 – 0                                                                    | Slovenia                                                                 | Amichevole                                                               | 1                                                                        |                                                                          |
| 2-6-2001                                                                 | Copenaghen                                                               | Danimarca                                                                | 2 – 1                                                                    | Rep. Ceca                                                                | Qual. Mondiali 2002                                                      | 1                                                                        |                                                                          |
| 6-6-2001                                                                 | Copenaghen                                                               | Danimarca                                                                | 2 – 1                                                                    | Malta                                                                    | Qual. Mondiali 2002                                                      | 2                                                                        |                                                                          |
| 15-8-2001                                                                | Nantes                                                                   | Francia                                                                  | 1 – 0                                                                    | Danimarca                                                                | Amichevole                                                               | -                                                                        | 17’                                                                      |
| 1-9-2001                                                                 | Copenaghen                                                               | Danimarca                                                                | 1 – 1                                                                    | Irlanda del Nord                                                         | Qual. Mondiali 2002                                                      | -                                                                        |                                                                          |
| 5-9-2001                                                                 | Sofia                                                                    | Bulgaria                                                                 | 0 – 2                                                                    | Danimarca                                                                | Qual. Mondiali 2002                                                      | -                                                                        | 56’                                                                      |
| 6-10-2001                                                                | Copenaghen                                                               | Danimarca                                                                | 6 – 0                                                                    | Islanda                                                                  | Qual. Mondiali 2002                                                      | 2                                                                        | 69’                                                                      |
| 10-11-2001                                                               | Copenaghen                                                               | Danimarca                                                                | 1 – 1                                                                    | Paesi Bassi                                                              | Amichevole                                                               | -                                                                        | 46’                                                                      |
| 13-2-2002                                                                | Riyad                                                                    | Arabia Saudita                                                           | 0 – 1                                                                    | Danimarca                                                                | Amichevole                                                               | 1                                                                        | 78’                                                                      |
| 27-3-2002                                                                | Dublino                                                                  | Irlanda                                                                  | 3 – 0                                                                    | Danimarca                                                                | Amichevole                                                               | -                                                                        |                                                                          |
| 17-4-2002                                                                | Copenaghen                                                               | Danimarca                                                                | 3 – 1                                                                    | Israele                                                                  | Amichevole                                                               | -                                                                        |                                                                          |
| 26-5-2002                                                                | Wakayama                                                                 | Tunisia                                                                  | 1 – 2                                                                    | Danimarca                                                                | Amichevole                                                               | 1                                                                        | 87’                                                                      |
| 1-6-2002                                                                 | Ulsan                                                                    | Uruguay                                                                  | 1 – 2                                                                    | Danimarca                                                                | Mondiali 2002 - 1º turno                                                 | -                                                                        | 89’                                                                      |
| 6-6-2002                                                                 | Taegu                                                                    | Danimarca                                                                | 1 – 1                                                                    | Senegal                                                                  | Mondiali 2002 - 1º turno                                                 | -                                                                        | 7’                                                                       |
| 15-6-2002                                                                | Niigata                                                                  | Danimarca                                                                | 0 – 3                                                                    | Inghilterra                                                              | Mondiali 2002 - Ottavi di finale                                         | -                                                                        |                                                                          |
| 21-8-2002                                                                | Glasgow                                                                  | Scozia                                                                   | 1 – 0                                                                    | Danimarca                                                                | Amichevole                                                               | 1                                                                        |                                                                          |
| 7-9-2002                                                                 | Oslo                                                                     | Norvegia                                                                 | 2 – 2                                                                    | Danimarca                                                                | Qual. Euro 2004                                                          | -                                                                        | cap.                                                                     |
| 12-10-2002                                                               | Copenaghen                                                               | Danimarca                                                                | 2 – 0                                                                    | Lussemburgo                                                              | Qual. Euro 2004                                                          | 1                                                                        |                                                                          |
| 20-11-2002                                                               | Copenaghen                                                               | Danimarca                                                                | 2 – 0                                                                    | Polonia                                                                  | Amichevole                                                               | -                                                                        | 46’                                                                      |
| 29-3-2003                                                                | Bucarest                                                                 | Romania                                                                  | 2 – 5                                                                    | Danimarca                                                                | Qual. Euro 2004                                                          | -                                                                        |                                                                          |
| 2-4-2003                                                                 | Copenaghen                                                               | Danimarca                                                                | 0 – 2                                                                    | Bosnia ed Erzegovina                                                     | Qual. Euro 2004                                                          | -                                                                        |                                                                          |
| 7-6-2003                                                                 | Copenaghen                                                               | Danimarca                                                                | 1 – 0                                                                    | Norvegia                                                                 | Qual. Euro 2004                                                          | -                                                                        | 89’                                                                      |
| 11-6-2003                                                                | Lussemburgo                                                              | Lussemburgo                                                              | 0 – 2                                                                    | Danimarca                                                                | Qual. Euro 2004                                                          | -                                                                        | 73’                                                                      |
| 20-8-2003                                                                | Copenaghen                                                               | Danimarca                                                                | 1 – 1                                                                    | Finlandia                                                                | Amichevole                                                               | -                                                                        | 46’                                                                      |
| 10-9-2003                                                                | Copenaghen                                                               | Danimarca                                                                | 2 – 2                                                                    | Romania                                                                  | Qual. Euro 2004                                                          | -                                                                        |                                                                          |
| 16-11-2003                                                               | Manchester                                                               | Inghilterra                                                              | 2 – 3                                                                    | Danimarca                                                                | Amichevole                                                               | -                                                                        | 46’                                                                      |
| 18-2-2004                                                                | Adana                                                                    | Turchia                                                                  | 0 – 1                                                                    | Danimarca                                                                | Amichevole                                                               | -                                                                        | 46’                                                                      |
| 28-4-2004                                                                | Copenaghen                                                               | Danimarca                                                                | 1 – 0                                                                    | Scozia                                                                   | Amichevole                                                               | 1                                                                        | 46’                                                                      |
| 30-5-2004                                                                | Tallinn                                                                  | Estonia                                                                  | 2 – 2                                                                    | Danimarca                                                                | Amichevole                                                               | -                                                                        | 66’                                                                      |
| 5-6-2004                                                                 | Copenaghen                                                               | Danimarca                                                                | 1 – 2                                                                    | Croazia                                                                  | Amichevole                                                               | 1                                                                        | 46’                                                                      |
| 14-6-2004                                                                | Guimarães                                                                | Danimarca                                                                | 0 – 0                                                                    | Italia                                                                   | Euro 2004 - 1º turno                                                     | -                                                                        | 69’                                                                      |
| 18-6-2004                                                                | Braga                                                                    | Bulgaria                                                                 | 0 – 2                                                                    | Danimarca                                                                | Euro 2004 - 1º turno                                                     | -                                                                        | 58’                                                                      |
| 22-6-2004                                                                | Porto                                                                    | Danimarca                                                                | 2 – 2                                                                    | Svezia                                                                   | Euro 2004 - 1º turno                                                     | -                                                                        |                                                                          |
| Totale                                                                   |                                                                          | Presenze                                                                 | 66                                                                       |                                                                          | Reti (10º posto)                                                         | 22                                                                       |                                                                          |

## Palmarès

### Club
- Campionato danese: 3

Brøndby: 1995-1996, 1996-1997, 1997-1998
- Coppa di Danimarca: 1

Brøndby: 1997-1998
- Coppa di Germania: 2

Schalke 04: 2000-2001, 2001-2002
- Coppa di Lega tedesca: 1

Schalke 04: 2005

### Individuale
- Calciatore danese dell'anno: 2

1998, 2001
- Capocannoniere del campionato danese: 1

1998
- Capocannoniere della Bundesliga: 1

2001